# Ricchi e Poveri
Ricchi e Poveri (Bogataši i siromasi) ime je talijanskog vokalnog sastava, popularnog u Europi i Latinskoj Americi. Vrhunac njihove popularnosti bio je 1980-ih. Ricchi e Poveri su prodali preko 20 milijuna ploča.

## Karijera
Sastav su 1967. godine osnovali Franco Gatti, Angela Brambati, Angelo Sotgiu i Marina Occhiena. Prvi put su nastupili na Cantagiru 1968. (talijanska ljetna zabavnoglazbena manifestacija) izvevši svoju verziju popularnog britanskog hita Everlasting Love (na talijanskom L'ultimo amore). Ricchi e Poveri su od 1970. više puta nastupali na Sanremskom festivalu, a 1985. su i pobijedili izvevši pjesmu Se m'innamoro.
Godine 1978. predstavljali su Italiju na Eurosongu izvevši pjesmu Questo Amore i zauzeli su 12 mjesto s 53 boda. Godine 1981. pjevačica Marina Occhiena napustila je grupu i od tada Richi e poveri djeluju kao trio.
Ricchi e Poveri imali su više uspješnica na talijanskom i španjolskom tržišu, poput Mamma Maria, Se m'innamoro, Made in Italy, M'innamoro di te i drugih. Uglavnom su to bile lagane pjevne melodije obučene u ruho pop glazbe. Osobito veliki uspjesi sastava bile su njihove pjesme Che sarà (ovu pjesmu obradili su i José Feliciano i Jimmy Fontana) i Sarà perché ti amo. Ova potonja, možda i najveći hit sastava, bila je veliki hit u Latinskoj Americi; u španjolskoj se inačici pjesma zvala  Será porque te amo.
Osim u Italiji i Latinskoj Americi, Ricchi e Poveri su osobito popularni u Njemačkoj, Jugoistočnoj Europi te Rusiji.

## Diskografija
- Un diadema di successi (1976.)
- Ricchi & Poveri (1976.)
- I musicanti (1976.)
- Come eravamo (1980.)
- E penso a te (1982.)
- Mamma Maria (1982.)
- Voulez vous danser (1983.)
- Sarà perche ti amo (1983.)
- Ieri & oggi (1983.)
- Dimmi quando (1985.)
- Cocco bello Africa (1987.)
- Nascerà Gesù (1988.)
- Buona giornata e... (1989.)
- I grandi successi (1994.)
- Parla col cuore (2001./2002.)

## Vanjske poveznice
- Informacije o sastavu Ricchi e Poveri  Arhivirana inačica izvorne stranice od 7. rujna 2008. (Wayback Machine) (tal.) (engl.)
- Ricchi e Poveri Fan klub  Arhivirana inačica izvorne stranice od 17. travnja 2009. (Wayback Machine) (tal.) (šp.) (njem.) (rus.)